# Llista de banderes amb estrelles
Aquesta llista de banderes amb estrelles inclou banderes de qualsevol índole que inclouen una o més estrelles com a part de llur disseny. Hi ha diverses banderes amb motius astronòmics.

## Estrella de tres puntes
- Bandera de les Brigades Internacionals

## Estrella de quatre puntes
- Bandera d'Aruba
- Bandera de Bucaramanga, Colòmbia
- Bandera de la província de Formosa, Argentina
- Bandera de l'Organització del Tractat de l'Atlàntic Nord
- Bandera de Portland, Oregon, EUA

## Estrella de cinc puntes

### Pentagrama
- Bandera d'Etiòpia (i Regió Afar)
- Bandera del Marroc
- Senyera Civil del Marroc
- Senyera Naval del Marroc
- Bandera Naval del Marroc

### Estrella negra de cinc puntes
- Bandera del Departament d'Amazones Colòmbia
- Bandera de Cap Verd (1975–1992)
- Guaiana Neerlandesa (1959–1975)
- Bandera de Ghana
- Senyera civil de Ghana
- Bandera de Ghana (1964–1966)
- Bandera de Guinea Bissau
- Bandera de São Tomé i Príncipe
- Bandera de Somaliland

### Estrella blava de cinc puntes
- Bandera d'Arkansas, EUA
- Senyara de la Reial Armada Australiana
- Bandera d'Honduras
- Senyera Naval d'Honduras
- Bandera de l'Atol Johnston
- Bandera de Nunavut, Canadà
- Bandera de Panamà
- Bandera de Pará, Brasil

### Estrella verda de cinc puntes
- Bandera de les Illes Caiman
- Bandera de Dominica
- Bandera Esperanto
- Bandera de l'Iraq
- Bandera de l'Iraq (1963–1991), Bandera de Síria (1963-1972)
- Bandera de l'Iraq (1991–2004)
- Bandera del Iemen del Nord (1962–1900)
- Bandera del Senegal
- Bandera de Síria, Bandera de la República Àrab Unida (1958–1961), Bandera d'Egipte (1961–1972)

### Estrella roja de cinc puntes
- Bandera d'Acre Brasil
- Bandera de l'Afganistan (1980–1987)
- Bandera d'Albània (1946–1992)
- Bandera d'Algèria
- Senyera Naval d'Algèria
- Bandera de l'RSS d'Armènia (1952–1991)
- Bandera de l'RSS de l'Azerbaidjan (1952–1991)
- Estendard Presidencial, Belarus
- Bandera de Benín (1975–1990)
- Bandera de la República Socialista de Bòsnia i Hercegovina (1945–1991)
- Bandera de Bulgària (1946–1967)
- Bandera de Bulgària (1967–1971)
- Bandera de Bulgària (1971–1990)
- Bandera de l'RSS de Belarús (1951–1991)
- Bandera de Califòrnia, EUA
- Bandera de la República Soviètica Xinesa (1931–1934)
- Bandera de la República Socialista de Croàcia (1945–1990)
- Bandera de Washington DC, EUA
- Bandera de Djibouti
- Bandera de Drenthe, els Països Baixos
- Guaiana Neerlandesa (1959–1975)
- Bandera de l'RSS de Geòrgia (1951–1990)
- Bandera de Hong Kong
- Bandera d'Hongria (1949–1956)
- Bandera de l'RSS del Kirguizstan (1952–1991)
- Bandera de l'RSS de Letònia (1953–1991)
- Bandera de l'RSS de Lituània (1953–1991)
- Bandera de la República Socialista de Macedònia (1953–1991)
- Bandera de l'RSS de Moldàvia (1952–1991)
- Bandera de Moçambic (1975–1983)
- Bandera de Corea del Nord
- Bandera de Nova Zelanda
- Bandera de Panamà
- Bandera de Romania (1947–1989)
- Bandera de la Victòria de l'Exèrcit Soviètic
- Bandera les tropes aerotransportades, Rússia
- Bandera de la RFSS Rússia (1954–1991)
- Bandera de la República Socialista d'Eslovènia (1945–1991)
- Bandera del Iemen del Sud (1945–1991)
- Bandera de la Unió Soviètica
- Bandera de l'Exèrcit Roig de la Unió Soviètica
- Bandera de Síria (1932-1958, 1961-1963)
- Bandera de l'RSS del Tadjikistan (1953–1991)
- Bandera de Tunísia
- Bandera de l'RSS d'Ucraïna (1949–1991)
- Bandera de Valais, Suïssa
- Bandera del Sàhara Occidental
- Bandera de la República Federal Socialista de Iugoslàvia (1940s–1992)
- Bandera de Zimbàbue

### Estrella blanca de cinc puntes
- Bandera d'Argòvia, Suïssa
- Bandera d'Amazones, Brasil
- Bandera d'Austràlia
- Estendard Reial de la Reina Elisabet II a Austràlia
- Senyera Civil Australiana
- Senyera de l'Aviació Civil Australiana
- Reial Força Aèria Australiana
- Bandera del Territori de la Capital Australiana
- Bandera d'Azad Kashmir, Pakistan
- Bandera de Bahawalpur, Punjab (fins a 1947)
- Bandera de Bòsnia i Hercegovina
- Bandera del Brasil
- Bandera del Regne de Brasil (1822)
- Bandera de l'Imperi de Brasil (1822–1889)
- Bandera de la Primera República de Brasil (1889)
- Bandera de l'Armada Brasilera
- Bandera de Myanmar (1948–1974)
- Estelada de l'independentisme català
- Bandera de Xile
- Bandera de l'illa Christmas
- Bandera de Comores
- Bandera dels Estats Confederats d'Amèrica (1861-1863)
- Bandera dels Estats Confederats d'Amèrica (1863–1865)
- Bandera dels Estats Confederats d'Amèrica (1865)
- Bandera dels Estats Confederats d'Amèrica (1863–1865)
- Bandera de l'Armada dels Estats Confederats d'Amèrica (1861–1863)
- Bandera Navaldels Estats Confederats d'Amèrica (1863–1865)
- Bandera de guerra Estats Confederats d'Amèrica
- Bandera de les Illes Cook
- Bandera de Costa Rica
- Bandera de Cuba
- Bandera de Curaçao
- Bandera de Detroit, Michigan, EUA
- Guaiana Neerlandesa (1959–1975)
- Bandera d'Egipte (1914–1922)
- Bandera d'Egipte (1922–1952)
- Bandera de Florida, EUA (provisional, 1861)
- Bandera dels Territoris Meridionals i Antàrtics
- Bandera de Geòrgia, EUA
- Bandera de Goiás, Brasil
- Bandera de Hunza (des de 1974)
- Bandera d'Idaho, EUA
- Bandera d'Illinois, EUA
- Bandera de l'Índia (no oficial, 1906–1907)
- Bandera del Moviment Autonomista (Índia, 1917)
- Bandera de Johor, Malàisia
- Bandera de Kansas, EUA
- Bandera de Kelantan, Malàisia
- Bandera de Libèria
- Bandera de Líbia
- Bandera de Louisiana, EUA
- Bandera de Maastricht, Països Baixos
- Bandera de la Comunitat de Madrid, Espanya
- Bandera Magdalena, Colòmbia
- Bandera de Maranhão, Brasil
- Bandera de Massachusetts, EUA
- Senyera Civil de Mauritius
- Senyera Estatal de Mauritius
- Bandera dels Estats Federats de Micronèsia
- Bandera del Territori en Fideïcomís del Pacífic (1965–principis de la dècada de 1980)
- bandera de Mississipi, EUA
- Bandera de Mississippi, EUA (no oficial, 1861–1865)
- Bandera de Missouri, EUA
- Bandera de Myanmar
- Bandera de les Antilles Neerlandeses
- Bandera de Nevada, EUA
- Bandera de Nevis, Saint Kitts i Nevis
- Senyera Civil de Nova Zelanda
- Bandera de Carolina del Nord, EUA
- Bandera de Carolina del Nord, EUA (1861–1865)
- Bandera de les Illes Marianes Septentrionals
- Bandera del Territori del Nord, Austràlia
- Bandera de Rangle de l'Armada Noruega
- Bandera de Rangle de Vice Almirall de Noruega
- Bandera de Rangle Almirall de l'Armada Noruega
- Bandera de Rangle de Commodor, Armada Noruega
- Bandera d'Ohio, EUA
- 30px|Oklahoma Bandera d'Oklahoma, EUA (1911–1925)
- Bandera del Pakistan
- Senyera civil del Pakistan
- Senyera Naval del Pakistan
- Bandera Naval del Pakistan
- Força Aèria del Pakistan
- Bandera del Pakistan
- Bandera de Papua Nova Guinea
- Bandera de Paraná, Brasil
- Bandera de Piauí, Brasil
- Bandera de Puerto Rico
- Bandera de la República del Río Grande (1840)
- Bandera de Río Grande do Norte, Brasil
- Bandera de Risaralda, Colòmbia
- Bandera de Rondônia, Brasil
- Bandera de Saint Kitts i Nevis
- Bandera de Samoa
- Bandera de Santa Catarina, Brasil
- Bandera de Santa Cruz, Argentina
- Bandera de Santander, Colòmbia
- Bandera de Sergipe Sergipe, Brasil
- Bandera de Singapur
- Senyera civil de Singapur
- Ensenya Estatal de Singapur
- Senyera Naval de Singapur
- Bandera de les Illes Salomon
- Senyera Civil de les Illes Salomon
- Senyera de les Illes Salomon
- bandera de Somàlia
- Bandera de la Victòria Soviètica
- Bandera de Tennessee, EUA
- Bandera de Texas, EUA
- bandera de Tierra del Fuego, Argentina
- Bandera de Timor Oriental
- Bandera de Togo
- Bandera de Tokelau
- Bandera de Turquia
- Bandera del Turkmenistan
- Bandera d'Umm al-Quwain, Emirats Àrabs Units
- Bandera dels Estats Units
- Bandera Naval dels EUA (1960–2002)
- Bandera de les Tribus Unides de Nova Zelanda
- Bandera de Utah, EUA
- Bandera de l'Uzbekistan
- Bandera de Valais, Suïssa
- Bandera de Valga, Estònia
- Bandera de Veneçuela
- Bandera civil de Veneçuela
- Bandera de Veneçuela (1930–2006)
- Bandera de la República de Vermont (1777–1791)
- Bandera de Victoria, Austràlia
- Bandera de la República de Florida Occidental (1810)
- Bandera de Papua Occidental, Indonèsia
- Bandera del Iemen del Nord (1927–1962)

### Estrella groga de cinc puntes
- Bandera d'Acàdia
- Bandera d'Adigètia
- Bandera de l'Afganistan (1978–1980)
- Bandera d'Alaska, EUA
- Bandera d'Angola
- Bandera estatal de Bolívia
- Bandera militar de Bolívia
- Bandera naval de Bolívia
- Bandera de Bòsnia (1878)
- Bandera de Bòsnia i Hercegovina (proposta)10 estrelles
- Bandera de Bòsnia i Hercegovina (proposta)12 estrelles
- Bandera Cantó de Podrinje Bosnià
- Bandera de la revolta bosniana (1831)
- Bandera de Burkina Faso
- Bandera del Camerun
- Bandera del Camerun (1961–1975)
- Bandera de Cap Verd
- Bandera de Caquetá, Colòmbia
- Bandera de la República Centreafricana
- Bandera de la República Popular de la Xina
- Bandera Exèrcit d'Alliberament Popular, República Popular Xina
- Bandera de camp de l'Exèrcit d'Alliberament Popular, República Popular Xina
- Senyera Naval de l'Exèrcit d'Alliberament Popular, República Popular de la Xina
- Bandera de la Força Aèrea de l'Exèrcit d'Alliberament Popular, República Popular de la Xina
- Bandera de les Illes Cocos
- Bandera de la República Democràtica del Congo
- Bandera de l'Estat Lliure del Congo (1877–1908)
- Bandera del Congo Belga (1908–1960)
- Bandera de la República Democràtica del Congo (1960–1963)
- Bandera de la República Democràtica del Congo (1963–1971)
- Bandera de la República Democràtica del Congo (1997–2006)
- Bandera de la República del Congo (1970–1991)
- Guiana Neerlandesa (1959–1975)
- Bandera de la Unió Europea
- Bandera de Gagaúsia, República de Moldàvia
- Bandera de Grenada
- Senyera Civil de Grenada
- Senyera Naval de Grenada
- Bandera del President d'Itàlia
- Estendard Presidencial de Letònia
- Estendard del Primer Ministre de Letònia
- Estendard del Ministre de Defensa de Letònia
- Bandera de Louisiana (1861)
- Bandera de Macau
- Bandera de Maine, EUA
- Bandera de Malaca, Malàisia
- Bandera de Mato Grosso, Brasil
- Bandera de Mato Grosso do Sul, Brasil
- Bandera de Mauritània
- Ensenya Naval de Maurici
- Bandera de Minnesota, EUA
- Bandera de la República Popular de Mongòlia (1949–1992)
- Bandera de Montería, Colòmbia
- Senyera Civil del Marroc
- Senyera Naval del Marroc
- Bandera de Moçambic
- Bandera de Neuquén, Argentina
- Bandera de Nova Hampshire, EUA
- Bandera de Niue
- Bandera del Departament de Norte de Santander, Colòmbia
- Bandera de Dakota del Nord, EUA
- Bandera de General, de l'Exèrcit Noruec
- Bandera de Tinent General de l'Exèrcit Noruec
- Rank Bandera del Major Generalde l'Exèrcit Noruec
- Rank Bandera de Brigadier, Exèrcit Noruec
- Bandera d'Oregon, EUA
- Bandera del Paraguai
- Bandera de la Confederació Perú-Boliviana (1836–1839)
- Bandera de les Filipines
- Bandera de Pernambuco, Brasil
- Bandera de Rhode Island, EUA
- Bandera de Roraima, Brasil
- Bandera de Saba, Antilles Neerlandeses
- Bandera de São Paulo, Brasil
- Bandera de Sint Eustatius, Antilles Neerlandeses
- Bandera de Perú Meridional (1836–1839)
- Bandera de Surinam
- Bandera del Tadjikistan
- República deTexas (1836–1839)
- Bandera de Tuzla, Bòsnia i Hercegovina
- Bandera de Tuvalu
- Bandera del Vietnam
- Bandera de Voivodina, Sèrbia

### Estrella de cinc puntes (altres colors)
- Bandera d'Arizona, EUA (estrella de copa)
- Guaiana Neerlandesa (1959–1975, brown star)
- Bandera d'Indiana, EUA (estrella daurada)
- Rio de Janeiro, Brasil (estrella de plata)

## Estrella de sis puntes

### Hexagrama
- Bandera d'Israel
- Senyera Civil d'Israel
- Senyera Naval d'Israel
- Colonial Bandera de Nigèria
- Magen David Adom

### Altres estrelles de sis puntes
- Bandera de l'Afganistan (1919–1928)
- Bandera de Bonaire, Antilles Neerlandeses
- Bandera de la Federació de Bòsnia i Hercegovina
- Bandera de Burundi
- Bandera de Cantó de Bòsnia Central Bòsnia i Hercegovina
- Bandera de Chicago, Illinois, EUA
- Bandera de l'illa Christmas
- Bandera de Croàcia
- Bandera de Guinea Equatorial
- Bandera de Ligúria, Itàlia
- Bandera d'Irlanda del Nord (1920–1972)
- Bandera de Salta, Argentina
- Bandera d'Eslovenia
- Senyera Civil d'Eslovènia
- Bandera de Tartu, Estònia
- Bandera de Victoria, Austràlia
- Bandera de Zenica-Doboj, Bòsnia i Hercegovina

## Estrelles de vuit puntes
- Bandera colonial, Austràlia (1823–1831)
- Bandera de la Federació Australiana (1831–1920s)
- Lliga Antitransportista d'Austràlia (1849–1853)
- Bandera Eureka (1854)
- Bandera de l'Azerbaidjan
- Bandera de l'Azerbaidjan (1918–1920)
- Bandera de Barranquilla, Colòmbia
- Bandera de Cartagena de Indias, Colòmbia
- Bandera de Casanare, Colòmbia
- Ensenya civil de Colòmbia
- Forces Aèries de Colòmbia
- Bandera d'Île-de-France, França
- Bandera d'Iraq (1959–1963)
- Bandera de Moldova
- Bandera de Molise, Itàlia
- Bandera de Neuquen, Argentina
- Bandera de Nova Gal·les del Sud, Austràlia
- Bandera del Governador de Nova Gal·les del Sud, Austràlia
- bandera de Rotuma (1988 secessionist proposal)
- Exèrcit de Salvació
- Bandera de Sarajevo, Bòsnia i Hercegovina
- Bandera d'Una-Sana, Bòsnia i Hercegovina
- Bandera de Victòria, Austràlia
- Bandera del Governador de Victòria, Austràlia

## Altres estrelles
- Bandera de l'Argentina
- Bandera de la República Popular Xinesa (1928–1949); bandera de la República de la Xina
- Republic of China Civil Ensign
- Bandera de l'Exèrcit de la república de la Xina
- Armada de la República de la Xina
- Bandera de l'Equador
- Bandera de Kuala Lumpur, Malàisia
- Bandera de Latakia (estat alauita colonial)
- Bandera de Macedònia (1991–1995)
- Bandera de Malàisia
- Senyera Militar de Malàisia
- Ensenya Militar de Malàisia
- Senyera Militar de Malàisia
- Bandera de les Forces Aèries de Malàisia
- Bandera de Malàisia (1950–1963)
- Bandera de les Illes Marshall
- Bandera de Namíbia
- Bandera de Nauru
- Bandera del Nepal
- Bandera de Ruanda
- Bandera de Sarawak, Malàisia
- Bandera de Tocantins, Brasil
- Bandera de l'Uruguai